# Hans Burgkmair
Hans Burgkmair (1473. – 1531.) bio je njemački slikar, grafičar i drvorezac. Neka se njegova djela nalaze u Galeriji starih i novih majstora Gradskog muzeja u Varaždinu.